# Ad Visser

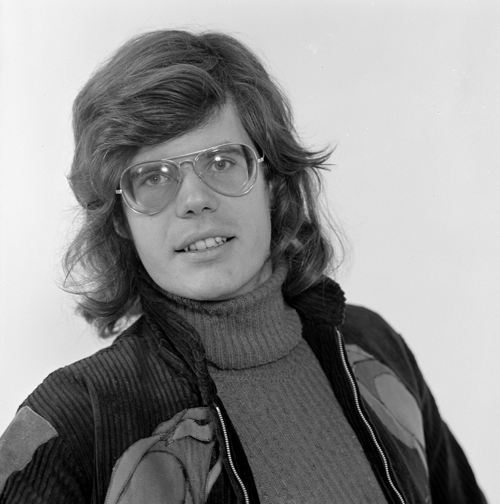
Ad Visser 1974

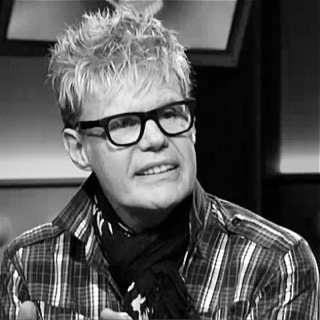
Ad Visser, 2011

Ad Visser (* 28. April 1947 in Amsterdam) ist ein niederländischer Radio- und Fernsehmoderator, Künstler, Autor und Singer-Songwriter.

## „Blurp“
1965 machte Visser mit seinem avantgardistischen Pop-Trio „Blurp“ Aufnahmen für das Fernsehen der Rundfunkgesellschaft AVRO. Er sang eigene niederländische Textzeilen ein, die jedoch von dem Programmrat der AVRO als zu kontrovers empfunden wurden, sodass die Aufnahmen letztlich nicht auf Sendung gingen. 1967 brachte er mit der frisch gegründeten Formation „Adjéèf the poet, his girl(s), his friend(s) & the rest of the world(s)“ die Single Iekk, I’m a freak heraus (B-Seite: Squafreckleman comes back).
Von 1968 bis 1972 arbeitete Visser bei der Plattenfirma Polygram als Manager der britischen Plattenfirmen Island Records, Vertigo Records, der US-amerikanischen Mercury Records und dem seinerzeit noch eigenständigen Musiklabel von Philips.
Er studierte anschließend Betriebswirtschaftslehre mit dem Schwerpunkt Marketinglehre. Aus seiner Motivation und seinem Interesse an sozialem Marketing heraus wurde er neben seiner künstlerischen Arbeit von 1976 bis 1982 Vorstandsmitglied und Kampagnenmanager der Stichting Ideële Reclame (SIRE).

## Künstlerischer Beginn
Seine erste Radioshow „Superclean Dreammachine“ für die Rundfunkgesellschaft AVRO auf dem öffentlich-rechtlichen Pop-Sender Hilversum 3 wurde ein sofortiger Erfolg und eine Kultsendung.
Der selbsterklärte „Pop-Poet“ und Radio-DJ präsentierte hier vom 15. April 1968 bis zum 29. September 1980 den aktuellsten Underground- und Progressive-Pop, den er mit eigener Musik und Texten zu einer, zum Mainstream abweichenden, Jugendsendung verwob.

## „AVRO’s Toppop“
Ab dem 22. September 1970 bis zum 27. Mai 1985 präsentierte Visser wöchentlich im Fernsehen für die AVRO die populäre Musiksendung Toppop.  Zwischen 1967 und 1983 war er mit weiteren Sendungen auf Hilversum 2 und Hilversum 3 zu hören, neben SuperClean DreamMachine und Toppop waren dies Droomgeheimen, Kritiek op Kritiek, De HitVisser, Vraag het Visser und De LP-top 50. 1974 konzipierte und produzierte er das Album Zing Je Moerstaal (deutsch: Sing deine Muttersprache), für das er Schriftsteller und Popkünstler einlud, um Literatur und Pop in eigens geschriebenen Kompositionen zusammenzubringen, und das anlässlich der Boekenweek (Buchwoche) 1974 auf Vinyl veröffentlicht wurde.
1982 realisierte Visser sein erstes Multimediaprojekt: Sobriëtas, bestehend aus einem von ihm geschriebenen Roman (veröffentlicht vom Verlag J. M. Meulenhoff in der Reihe M=SF) und dem gleichnamigen Album mit Synthesizermusik (veröffentlicht von CBS). Das Album wurde in 18 Ländern veröffentlicht. Hieraus ging im Dezember 1982 die Single Giddyap a gogo hervor, für die Visser Daniel Sahuleka als zweiten Sänger gewinnen konnte. Damit trat Visser selbst als Künstler bei Toppop auf und erreichte in den Niederlanden auf Hilversum 3 jeweils eine Hitposition in den damaligen drei nationalen Charts (den Nederlandse Top 40, der Nationale Hitparade und den TROS Top 50). In Italien hatte er zudem einen Top-5-Hit und trat mit anderen unter dem Namen Toppers in concert dreimal in der Arena von Verona auf.

## Singer-Songwriter

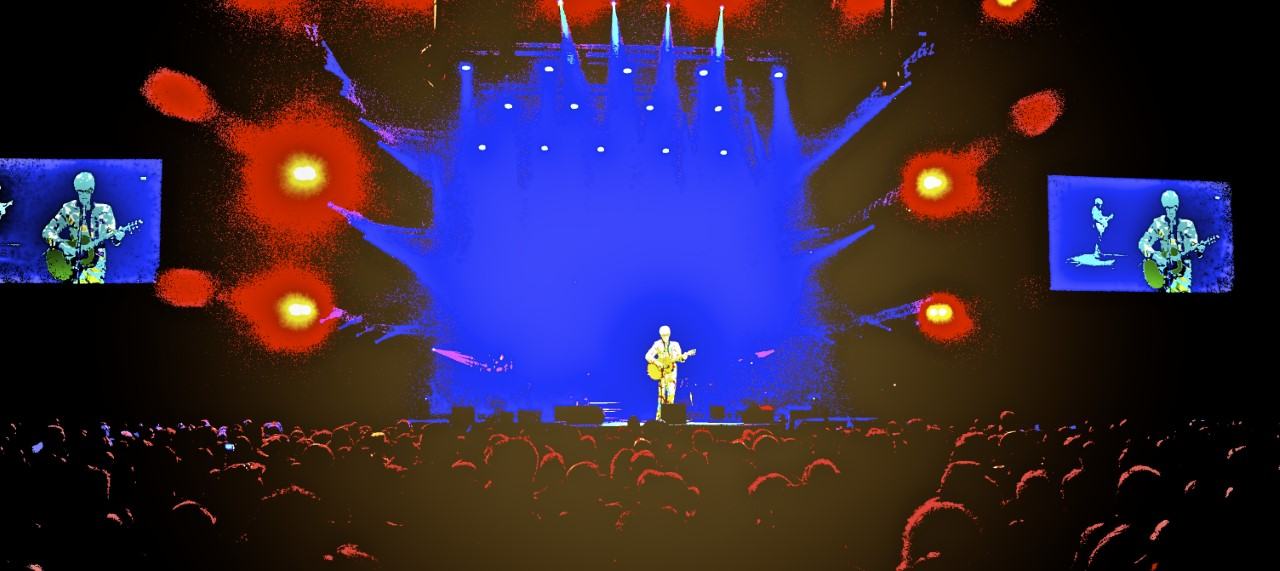
Ad Visser im AFAS Live

2003 präsentierte sich Visser anlässlich der Boekenweek zum ersten Mal in seiner neuen Rolle als Liedermacher bei der „Gala Van De Dood“.
Im selben Jahr folgte sein CD-Album: Heftige Verhalen Uit Een Overspannen Samenleving. (BMG-SONY).
Als Singersongwriter schrieb er De Parade Van De Hemelse Tragedie, ein äußerst langes Lied mit 1050 Strophen und einer Dauer von 8 Stunden 39 Minuten 39 Sekunden. Ein Gedicht über die Suche des Menschen nach Glück und Halt im Leben. Bei der „Nacht der Philosophie“ im Jahr 2004 trug Visser bereits die ersten Strophen hieraus als Spoken Word und Song vor. Das Gedicht erschien zunächst in Buchform, dann 2016 mit Bild und Ton als Videoinstallation. Im Jahr darauf wurde es vom Groninger Museum für Moderne Kunst erworben.

„In Text, Gesang und Bild ist die Aufführung ein überwältigendes und immersives Erlebnis. Ad Visser ist bereits Kulturerbe - jetzt auch mit Museumssegen.“

## The Big Art Performances
- Von 1982 bis 2000 kreiert Visser „The Big Art Performances“: 33 verschiedene aufsehenerregende Kunstperformances, bei denen Technologie eine wichtige Rolle spielt, die er in Serien von durchschnittlich je 50 Vorstellungen in ganz Europa aufführt. Unter anderem verwandelt er eine miniaturisierte Boeing 747 in ein Musikinstrument, eine Straßenbahn (niederländisch: Tram) in einen „Contrambas“, einen BMW 850 in ein sensorisch gesteuertes Musikinstrument unter dem Titel The Sensitive Car. 2001 bildete er mit „The Car Philharmonic Orchestra“ eine Reihe solcher umgebaute Fahrzeuge.
- 1993 entwickelte er (mit Unterstützung von Experten und Hirnforschern) die erste einer Reihe von „Brainsessions“-Aufnahmen, die die Hirnaktivität direkt beeinflusst und den Bewusstseinszustand des Zuhörers verändert und vertiefen soll.
- 1999 folgte die CD The Kamasutra Experience, die die sexuelle Erfahrung des Zuhörers/Praktizierenden vertiefen soll.

## Toppop Golden Years
Am 3. März 2007 kehrte Visser mit der Sendung „Toppop The Golden Years“ auf die Bildschirme zurück.

## Theater
- Als Singer-Songwriter und Geschichtenerzähler gab er drei Jahre Solo-Theateraufführungen in den Niederlanden und Belgien (Hitec-Heroes und Fuck the Seventies!).
- Danach folgten zusammen mit JP den Tex und Jim de Groot Songhunters sowie Lulverhalen (ein gemeinsames Projekt mit Stand-up-Comedians).
- De Tirade Van De Dolle Hond - (Teil 1 bis 4). Visser war damit vier Jahre auf Tournee, u. a. auch auf dem Theaterfestival „De Parade“.
- 2016 bis 2019 trat er unter dem Namen „Ad Visser & Rousseau“ auf, ein Singersongwriter-Programm mit Visser als Sänger mit eigener Gitarrenbegleitung und Ralph Rousseau an der Viola da Gamba.
- Vom 25. August 2019 bis zum 11. März 2020 (ab hier mussten die Theater aufgrund der COVID19-Epidemie schließen) führte er „The Bowie-Talks“ auf, ein Solo-Theaterprogramm exklusiv für und im DeLaMar Theater in Amsterdam.

## Echte Meisjesund weitere Sendungen
Im März 2012 feierte die niederländische Ausgabe der Sendung Echte Meisjes Op Zoek Naar Zichzelf seine
Premiere. Ad Visser, der selbst in die östliche Religion eingeführt wurde, moderierte diese in Nepal aufgezeichnete Sendung, in der die Kandidatinnen nach spiritueller Erleuchtung suchen.
Insgesamt moderierte Ad Visser von 1970 bis heute Dutzende weiterer Fernsehsendungen in den Niederlanden und Belgien, darunter:
- AD’s MUSIC SPECIALS in beeld & geluid, worin er seine eigene Musik aufführt
- Hi-Tec Classics (AVRO-TV) – Ad Visser mit einer digitalen Gitarre in Aranjuez, Madrid und New York City.
- Live in St.Tropez – Ad Visser führt seine Singersongwriter-Songs in der südfranzösischen Stadt auf.

Im September 2023 kehrte Visser mit der humorvollen SBS6-Realitysendung Beter laat dan nooit auf den Bildschirm zurück, worin er zusammen mit anderen Moderatoren unter der Leitung der Sportlerin und frischgebackenen Fernsehpräsentatorin Estavana Polman auf eine Reise nach Asien ging.

## Andere Produktionen
Für den Kunstbereich von AVRO konzipierte, produzierte und moderierte Visser De Wereld volgens... (deutsch etwa: „Die Welt aus der Sicht von ...“), eine Reihe von Fernsehsendungen rund um Jeroen Krabbé, Ton van Duinhoven und Peter Faber. Außerdem gab er oft Vorstellungen, bei denen die Technik eine wichtige Rolle spielt.
1992 konzipierte und produzierte er das CD-Album und TV-Projekt Natuurlijk Nederlands, auf dem unter anderem Freek de Jonge und Adèle Bloemendaal über die Natur singen.

## Being Ad Visser (Dokumentarfilm)
Die von Laurien Hugas und Peer Wijlaars erstellte Filmbiografie zeigt Visser als findreichen Künstler, der aufgrund seiner Neugierde und  Kreativität sein ganzes Leben lang Texte schrieb und Lieder komponierte. Zunächst wurde der Film in Programmkinos gezeigt, dann auch am 27. April 2022 im niederländischen Fernsehen ausgestrahlt (AVROTROS - Close Up).

## Privatleben
Ad Visser wuchs im Zentrum von Amsterdam, nahe des Vondelparks auf. Er ist seit 1969 mit der ebenfalls in Amsterdam geborenen Künstlerin Melanie Agsteribbe verheiratet. Das Ehepaar ist kinderlos und lebt in der Region Het Gooi.

## Diskografie
- 1982 – SobrietaS Synthesizeralbum plus beiliegendem Roman, CBS Records und Meulenhoff, ISBN 90 290 2261 2
- 1987 – Hitec-Heroes Synthesizeralbum, Vertigo-Universal 8308132
- 1988 – Hitec Classics Ad Visser & The Amsterdam Computer Ensemble synthesizer album, Dino records
- 1989 – The Sound Of Blue – Synthesizer album, Art & Science records
- 1990 – The Cry Of Blue – Art & Science records synthesizer album
- 1993 – Brainsessions 1 Arcade Records
- 1995 – Brainsessions 2 Arcade Records
- 1997 – Zap Culture Buddha – Synthesizer Album 1997, Virgin Records 7243-844861298
- 1998 – Brainsessions 3 – The Special Session 1998, Art & Science
- 1999 – The Kama-Sutra Experience, 1999 Universal records
- 1999–2000 The Inner Journey series Part 1 to 16, 16 Synthesizeralben. – Oreade records 56040 t/m 56056
- 2003 – Heftige verhalen uit een overspannen samenleving – singer-songwriter album 2003 BMG-Ariola records 828765678025
- 2016 – De Parade Van De Hemelse Tragedie song compleet 8 uur 39 min. 39 s. Singer-Songwriter Aufnahme, Buch (The House of Books, ISBN 90 443 1292 8) sowie Videoinstallation 2016 im Groninger Museum
- 2016 – 7 scènes uit de hemelse tragedie – Singersongwriteralbum – sieben exklusive Sonderauskopplungen
- 2016 – De Parade Van De Hemelse Tragedie limited Edition CD-Box mit beiliegendem vollständigen Text (420 Seiten), Groninger Museum Records 8711255552870
- 2022 – MEEDOGENLOOS! (Casanova, Gainsbourg & Dali), Fi-Re Ar-T!, fi20222728

## Auszeichnungen
- Buma Zilveren Harp – Für seine Musik: Project 2 Levens (1980)
- Het Zilveren Oog – Für seine Fernsehmoderation (1980)
- DE GOUDEN COQ d’HONNEUR – für seine besonderen Liveaufführungen (1981)(überreicht durch Het Genootschap van de Reclame)
- Verschiedene Goldene Schallplatten

## Veröffentlichungen
- Ad Visser: Strange days. Muzikale avonturen in de 60’s en 70’s, Baarn, Marmer, 2015. ISBN 978-94-6068-215-5[6]
- Ad Visser: De parade van de hemelse tragedie. De langste song ter wereld, Vianen, The House of Books, 2005. ISBN 90-443-1292-8
- Ad Visser: Sobriëtas, Amsterdam, Meulenhoff, 1982, ISBN 90 290 2261 2, deutsche Übersetzung: Hildegard Höhr (München, Heyne, 1989): ISBN 3-453-03480-5, englische Übersetzung: Donald Morton, 1986.
- Darüber hinaus schreibt Visser seit 20 Jahren Musikartikel und Kolumnen in Tages- und Wochenzeitungen, Magazinen und Specials, sowie regelmäßig Film- und Kinokritiken.

Visser schrieb und produzierte die Puppenserien De Briljantinoos und Guus & Truus, welche zwischen 1982 und 1984 im Kinderfernsehen ausgestrahlt wurden und für die er alle Stimmen selbst einsprach.

## Museum Art-Acts
- Museum Boijmans Van Beuningen (Rotterdam) – The Paradise Machine. Hier präsentierte Visser sein Kunstprojekt: The Paradise Machine: Bestehend aus wandhohen Zeichnungen seiner Ehefrau Melanie, zu welchen er Livemusik beitrug.
- Kröller-Müller Museum (Otterlo) – Brainsessions for Creativity und De Hemelse Tragedie (Freiluftaufführung). Die Veranstaltungen wurden zeitlich getrennt aufgeführt.
- Museum Het Valkhof (Nijmegen) – Les stars des beaux arts, ein Lied begleitend zur Ausstellung „Pop-art in Europa“ (100 einzigartige Werke der Pop-Art).
- Kunsthal Rotterdam – The Art Of Sf - Part 1 & 2, Gespräche von und mit Ad über die ständige Suche des Menschen nach dem Unbekannten
- Stedelijk Museum (Amsterdam) – The Pop-Art Talk, ausgestrahlt via AVROTROS
- Joods Historisch Museum (Amsterdam) – Echoes from the Future, Singer-Songwriter Aufführung
- Amsterdam Museum – Echoes from Heaven, Singer.Songwriter Aufführung
- Museum Boerhaave (Leiden) – Echoes from Beyond,  Singer-Songwriter Aufführung
- Groninger Museum  (Groningen). Diverse Liveaufführungen, darunter Bowie, Lazarus, De hemelse Tragedie zusammen mit Rousseau sowie Visser und zusammen mit Freek de Jonge in Freeks Projekt Het Volle Leven.
- Weitere Museumsauftritte in Breda, Tilburg u. a.
- Messe Frankfurt, Halle 5, 1991 – Hier konnte Publikum einem Mini-Konzert von Ad Visser beiwohnen, das er in einem großen geschlossenen Kasten aufführte; zusammen mit, von ihm zuvor auf Video aufgezeichneten, virtuellen computeranimierten Instrumenten
- 1992 trat er in den Mercedes-Benz-Werken in Rastatt auf und führte dort das Stück Die Entholding auf, eine Performance mit Gitarre und Industrierobotern

## Stimme
Neben den Stimmen seiner Puppenspiele übernahm er auch für die niederländische Version von Cars, Cars 2 und Cars 3 die Stimme von Bully (orig. Fillmore). Ebenso in den Videospielen Disney Infinity, Cars 2: The Game une Cars 3: The Game.
In den Animationsfilmen Ralph reichts (2012) und Chaos im Netz (2018) übernimmt Visser verschiedene (niederländische) Stimmen, darunter Mr. Stan Litwak und Root Beer Tapper.